# Distretto di Aramango
Il distretto di Aramango è un distretto del Perù nella provincia di Bagua (regione di Amazonas) con 11.442 abitanti al censimento 2007 dei quali 2.657 urbani e 8.785 rurali.
È stato istituito il 28 dicembre 1961.